# 相良長在
相良 長在（さがら ながあり/ながあきら）は、肥後国人吉藩の第6代藩主。

## 生涯
元禄16年（1703年）3月22日（異説として2月22日）、第4代藩主・相良頼福の五男として生まれる。享保5年（1720年）7月1日に第5代藩主で兄の長興の養子となり、享保6年（1721年）7月11日に長興の隠居により家督を継いだ。藩政においては度々の大雨・洪水・旱魃・虫入に加え、享保の大飢饉に苦しんで藩財政はさらに悪化した。また享保10年（1725年）7月に家中之式制、禁制などを制定した。
元文3年（1738年）、江戸から帰国する途上で発病し、6月25日に豊前大里において死去した。享年36。跡を長男の頼峯が継いだ。

## 系譜
父母
- 相良頼福（実父）
- 西氏（実母） - 側室
- 相良長興（養父）

正室
- 於称為、寿昌院 - 秋月種弘の娘

側室
- 宇敷氏
- 伊藤氏
- 於要 - 都築氏

子女
- 相良頼峯（長男） 生母は寿昌院
- 相良頼央（次男）[2] 生母は於要
- 相良織部 - 早世
- 於為 - 相良織部頼真室
- 於智恵
- 於照 - 伊東長詮室、後に前田利尚継室
- 於鷹 - 本多忠堯正室